# Steel Wheels/Urban Jungle Tour
El Steel Wheels Tour es un tour de The Rolling Stones que comenzó en Norteamérica a finales de agosto de 1989, al mismo tiempo que se lanzaba el álbum Steel Wheels. Su paso continuó por Japón, con 10 shows en el Tokyo Dome.
A mediados de 1990 el tour se traslada a Europa y se le cambia el nombre a Urban Jungle Tour usando un salvaje logotipo.
El tour fue un gran suceso financiero, recaudando 175 millones de dólares. Los Stones reiniciarían las giras después de casi 7 años sin viajar, transformándose nuevamente en un impacto comercial.

## Historia
Un "show sorpresa" pre-tour se realizó el 12 de agosto en el Toad's Place en New Haven, Connecticut, con una banda local llamada "Sons of Bob" como teloneros, con una pequeña multitud de 700 personas que gozan de una sorpresa que recordarían de por vida, por un precio de $3.01 por persona. Oficialmente, el Steel Wheels Tour comenzó a finales de ese mes en el ahora demolido Veterans Stadium en Filadelfia, Pensilvania. Los Stones regresaron a Vancouver, Canadá y realizaron dos shows en el B.C. Place Stadium. Los fanes estaban vueltos locos por obtener tickets. Incluso, en una estación de radio local 99.3 The Fox, un hombre (Andrew Korn) se sentó al frente de la estación en una bañera llena de agua y azúcar morena por boletos gratis para el concierto.
El escenario fue diseñado por Mark Fisher, con la participación de Charlie Watts y Mick Jagger.
El promotor canadiense Michael Cohl se hizo un nombre haciéndose cargo del concierto, patrocinio, merchandising, la radio, la televisión, el cine y los derechos del Steel Wheels Tour. Financieramente, esta gira se transformó en una de las más exitosas hasta ese momento. El promotor rival Bill Graham, quien también se había ofrecido para participar en el tour dijo: "Perder a los Stones fue como ver a mi amante favorita convertida en p...".
Los espectáculos quedaron documentados por partes en el álbum en vivo Flashpoint y el video Live at the Max, lanzados en 1991.
Participaron de teloneros bandas de la talla de Living Colour, Dan Reed Network y Guns N' Roses.

## The Rolling Stones
- Mick Jagger: voz, guitarras, armónica, percusión
- Keith Richards: guitarras, voz
- Ronnie Wood: guitarras
- Bill Wyman: bajo
- Charlie Watts: batería

### Músicos adicionales
- Matt Clifford: teclado, percusión, trompa, coros
- Bobby Keys: saxofón
- Chuck Leavell: teclados, coros, dirección musical
- Bernard Fowler: coros, percusión
- Lisa Fischer: coros (solo en Norteamérica y Japón)
- Cindy Mizelle: coros (solo en Norteamérica y Japón)
- Lorelei McBroom: coros (solo en Europa)
- Sophia Jones: coros (solo en Europa)
- The Uptown Horns:
  1. Arno Hecht: saxofón
  2. Bob Funk: trombón
  3. Crispin Cioe: saxofón
  4. Paul Litteral: trompeta

## Tour Set Lists
Para la primera noche del Steel Wheels Tour las canciones que tocaron fueron: 
1. "Start Me Up"
2. "Bitch"
3. "Shattered"
4. "Sad Sad Sad"
5. "Undercover of the Night"
6. "Harlem Shuffle" (Bob & Earl|Relf/Nelson)
7. "Tumbling Dice"
8. "Miss You"
9. "Ruby Tuesday"
10. "Play with Fire" (Nanker Phelge)
11. "Dead Flowers"
12. "One Hit (To the Body)" (Jagger/Richards/Wood)
13. "Mixed Emotions"
14. "Honky Tonk Women"
15. "Rock and a Hard Place"
16. "Midnight Rambler"
17. "You Can't Always Get What You Want"
18. "Little Red Rooster" (Dixon)
19. "Before They Make Me Run"
20. "Happy"
21. "Paint It Black"
22. "2000 Light Years from Home"
23. "Sympathy for the Devil"
24. "Gimme Shelter"
25. "It's Only Rock 'n' Roll (But I Like It)"
26. "Brown Sugar"
27. "(I Can't Get No) Satisfaction"
28. Bis: "Jumpin' Jack Flash"
29. Outro: "Carmen"

Para la noche final del Urban Jungle Tour (y el último show con Bill Wyman) la banda interpretó:
1. "Start Me Up"
2. "Sad Sad Sad"
3. "Harlem Shuffle"
4. "Tumbling Dice"
5. "Miss You"
6. "Ruby Tuesday"
7. "Angie"
8. "Rock And A Hard Place"
9. "Mixed Emotions"
10. "Honky Tonk Women"
11. "Midnight Rambler"
12. "You Can't Always Get What You Want"
13. "Little Red Rooster"
14. "Before They Make Me Run"
15. "Happy"
16. "Paint It, Black"
17. "2000 Light Years From Home"
18. "Sympathy For The Devil"
19. "Street Fighting Man"
20. "Gimme Shelter"
21. "It's Only Rock 'n' Roll"
22. "Brown Sugar"
23. "Jumpin' Jack Flash"
24. Bis: "(I Can't Get No) Satisfaction"
25. Outro: "Carmen"

Otras canciones interpretadas durante el tour:
1. "Almost Hear You Sigh" (Jagger/Richards/Jordan)
2. "Blinded By Love" (Sólo en Lisboa y Madrid)
3. "Boogie Chillen" (Hooker)
4. "Can't Be Seen"
5. "Factory Girl"
6. "I Just Want to Make Love to You" (Dixon)
7. "Salt of the Earth"
8. "Terrifying"

## Fechas

### América
- 12/08/1989  Toad's Place - New Haven (Show sorpresa en un club)
- 31/08/1989  Veterans Stadium - Filadelfia
- 01/09/1989  Veterans Stadium - Filadelfia
- 03/09/1989  CNE Stadium - Toronto
- 04/09/1989  CNE Stadium - Toronto
- 06/09/1989  Three Rivers Stadium - Pittsburgh
- 08/09/1989  Alpine Valley - East Troy
- 09/09/1989  Alpine Valley - East Troy
- 11/09/1989  Alpine Valley - East Troy
- 14/09/1989  Riverfront Stadium - Cincinnati, OH
- 16/09/1989  Carter-Finley Stadium - Raleigh, North Carolina
- 17/09/1989  Busch Stadium - San Luis
- 19/09/1989  Cardinal Stadium - Louisville
- 21/09/1989  Carrier Dome - Siracusa
- 22/09/1989  Carrier Dome - Siracusa
- 24/09/1989  Robert F. Kennedy Stadium - Washington D. C.
- 25/09/1989  Robert F. Kennedy Stadium - Washington D. C.
- 27/09/1989  Municipal Stadium - Cleveland
- 29/09/1989  Sullivan Stadium - Foxboro
- 01/10/1989  Sullivan Stadium - Foxboro
- 03/10/1989  Sullivan Stadium - Foxboro
- 05/10/1989  Legion Field - Birmingham
- 07/10/1989  Cyclone Field - Ames
- 08/10/1989  Arrowhead Stadium - Kansas City, MO
- 10/10/1989  Shea Stadium - Nueva York
- 11/10/1989  Shea Stadium - Nueva York
- 18/10/1989  Memorial Coliseum - Los Ángeles, CA
- 19/10/1989  Memorial Coliseum - Los Ángeles, CA
- 21/10/1989  Memorial Coliseum - Los Ángeles, CA
- 22/10/1989  Memorial Coliseum - Los Ángeles, CA
- 25/10/1989  Shea Stadium - Nueva York
- 26/10/1989  Shea Stadium - Nueva York
- 28/10/1989  Shea Stadium - Nueva York
- 29/10/1989  Shea Stadium - Nueva York
- 01/11/1989  BC Place - Vancouver
- 02/11/1989  BC Place - Vancouver
- 04/11/1989  Oakland-Alameida County Coliseum - Oakland, CA
- 05/11/1989  Oakland-Alameida County Coliseum - Oakland, CA
- 08/11/1989  Astrodome - Houston
- 10/11/1989  Cotton Bowl - Dallas
- 11/11/1989  Cotton Bowl - Dallas
- 13/11/1989  Louisiana Superdome - Nueva Orleans
- 15/11/1989  Orange Bowl - Miami
- 16/11/1989  Orange Bowl - Miami
- 18/11/1989  Tampa Stadium - Tampa
- 21/11/1989  Grant Field - Atlanta
- 25/11/1989  Gator Bowl - Jacksonville, FL
- 26/11/1989  Death Valley Stadium - Clemson
- 29/11/1989  Hubert H. Humphrey Metrodome - Mineápolis
- 30/11/1989  Hubert H. Humphrey Metrodome - Mineápolis
- 03/12/1989  Sky Dome - Toronto
- 04/12/1989  Sky Dome - Toronto
- 06/12/1989  Hoosier Dome - Indianápolis
- 07/12/1989  Hoosier Dome - Indianápolis
- 09/12/1989  Silverdome - Pontiac
- 10/12/1989  Silverdome - Pontiac
- 13/12/1989  Olympic Stadium - Montreal
- 14/12/1989  Olympic Stadium - Montreal
- 17/12/1989  Convention Center - Atlantic City
- 19/12/1989  Convention Center - Atlantic City
- 20/12/1989  Convention Center - Atlantic City

### Asia
- 14/02/1990  Tokyo Dome - Tokio, Japón
- 16/02/1990  Tokyo Dome - Tokio, Japón
- 17/02/1990  Tokyo Dome - Tokio, Japón
- 19/02/1990  Tokyo Dome - Tokio, Japón
- 20/02/1990  Tokyo Dome - Tokio, Japón
- 21/02/1990  Tokyo Dome - Tokio, Japón
- 23/02/1990  Tokyo Dome - Tokio, Japón
- 24/02/1990  Tokyo Dome - Tokio, Japón
- 26/02/1990  Tokyo Dome - Tokio, Japón
- 27/02/1990  Tokyo Dome - Tokio, Japón

### Europa
- 18/05/1990  De Kuip - Róterdam, Países Bajos
- 19/05/1990  De Kuip - Róterdam, Países Bajos
- 21/05/1990  De Kuip - Róterdam, Países Bajos
- 23/05/1990  Niedersachsenstadion - Hanóver, Alemania
- 24/05/1990  Niedersachsenstadion - Hanóver, Alemania
- 26/05/1990  Waldstadion - Fráncfort del Meno, Alemania
- 27/05/1990  Waldstadion - Fráncfort del Meno, Alemania
- 30/05/1990  Mungersdorferstadion - Colonia, Alemania
- 31/05/1990  Mungersdorferstadion - Colonia, Alemania
- 02/06/1990  Olympic Stadium - Múnich, Alemania
- 03/06/1990  Olympic Stadium - Múnich, Alemania
- 06/06/1990  Olympic Stadium - Berlín, Alemania
- 10/06/1990  Estadio Avalade - Lisboa, Portugal
- 13/06/1990  Estadio Olímpico de Montjuic - Barcelona, España
- 14/06/1990  Estadio Olímpico de Montjuic - Barcelona, España
- 16/06/1990  Estadio Vicente Calderón - Madrid, España
- 17/06/1990  Estadio Vicente Calderón - Madrid, España
- 20/06/1990  Stade Vélodrome - Marsella, Francia
- 22/06/1990  Parc des Princes - París, Francia
- 23/06/1990  Parc des Princes - París, Francia
- 25/06/1990  Parc des Princes - París, Francia
- 27/06/1990  St Jakob Stadion - Basilea, Suiza
- 04/07/1990  Wembley Stadium - Londres, Inglaterra
- 06/07/1990  Wembley Stadium - Londres, Inglaterra
- 07/07/1990  Wembley Stadium - Londres, Inglaterra
- 09/07/1990  Hampden Park - Glasgow, Escocia
- 16/07/1990  Cardiff Arms Park - Cardiff, Gales
- 18/07/1990  St James' Park - Newcastle upon Tyne, Inglaterra
- 20/07/1990  Maine Road - Mánchester, Inglaterra
- 21/07/1990  Maine Road - Mánchester, Inglaterra
- 25/07/1990  Stadio Flaminio - Roma, Italia
- 26/07/1990  Stadio Flaminio - Roma, Italia
- 28/07/1990  Stadio Delle Alpi - Turín, Italia
- 31/07/1990  Praterstadion - Viena, Austria
- 03/08/1990  Eriksberg Stadium - Gotemburgo, Suecia
- 04/08/1990  Eriksberg Stadium - Gotemburgo, Suecia
- 06/08/1990  Valle Hovin Stadium - Oslo, Noruega
- 07/08/1990  Valle Hovin Stadium - Oslo, Noruega
- 09/08/1990  Valby Idrætspark - Copenhague, Dinamarca
- 13/08/1990  Radrennbahn Weißensee, Berlín, Alemania
- 14/08/1990  Radrennbahn Weißensee, Berlín, Alemania
- 16/08/1990  Parkstadion - Gelsenkirchen, Alemania
- 18/08/1990  Strahov Stadium - Praga, Checoslovaquia
- 24/08/1990  Wembley Stadium - Londres, Inglaterra
- 25/08/1990  Wembley Stadium - Londres, Inglaterra

- Datos: Q7605735